# Alenatea
Alenatea is een geslacht van spinnen uit de  familie van de wielwebspinnen (Araneidae).

## Soorten
- Alenatea fuscocolorata (Bösenberg & Strand, 1906)
- Alenatea touxie Song & Zhu, 1999
- Alenatea wangi Zhu & Song, 1999